# Флаг Пиауи
Флаг штата Пиауи́ — один из важнейших государственных символов бразильского штата Пиауи наряду с гербом и гимном штата.

## Описание
Флаг штата Пиауи состоит из тринадцати чередующихся равновеликих горизонтальных полос — семи зелёного и шести жёлтого цветов. В кантоне расположено синее прямоугольное поле с белой пятиконечной звездой по его центру. По ширине это поле занимает пять верхних полос основного поля флага (три зелёные и две жёлтые), а по длине — 3:8 от общей длины полотнища. Звезда находится выше центра, поскольку под звездой помещена надпись белыми буквами порт. 13 DE MARÇO DE 1823. Дата 13 марта 1823 года — дань памяти Битве при реке Женипапу (pt:Batalha do Jenipapo), состоявшейся в тот день между войсками Бразилии и Португалии в рамках войны за независимость Бразилии. Пропорция флага — 7:10.
Официально флаг в Пиауи был принят согласно Закону № 1050 от 24 июля 1922 года. Первый флаг отличался от современного тем, что в кантоне белая звезда располагалась в квадратном поле (сторона которого также равнялась общей ширине первых пяти полос основного поля флага), а под ней не было никаких надписей. Данный вариант флага использовался до 1937 года, а затем — с 1946 по 2005 год. Немного отличались и пропорции прежнего варианта — 11:20.
Выбор цветов флага совпадает с тем, который используется во флаге Бразилии — зелёный, жёлтый, синий и белый. Кроме того, поскольку во флаге Бразилии синий круг символизирует небесную сферу с числом звёзд, равным количеству штатов, то каждому штату соответствует отдельная звезда, которую штаты могут использовать в своей символике. Штату Пиауи соответствует звезда Антарес — именно её символическое изображение и помещено в кантон флага.